# Unterröppisch
Die ehemals eigenständigen Gemeinden Unterröppisch und Oberröppisch wurden am 1. November 1948 zur neuen Gemeinde Röppisch zusammengeschlossen. Diese wurde am 1. Juli 1950 in die Stadt Gera eingemeindet. Der Stadtteil Röppisch hat 616 Einwohner (Stand 31. Dezember 2013).

## Geographie
Unterröppisch ist am linken Ufer der Weißen Elster im Süden Geras in Richtung Weida an der Bundesstraße 92 an der Grenze zum Landkreis Greiz gelegen.

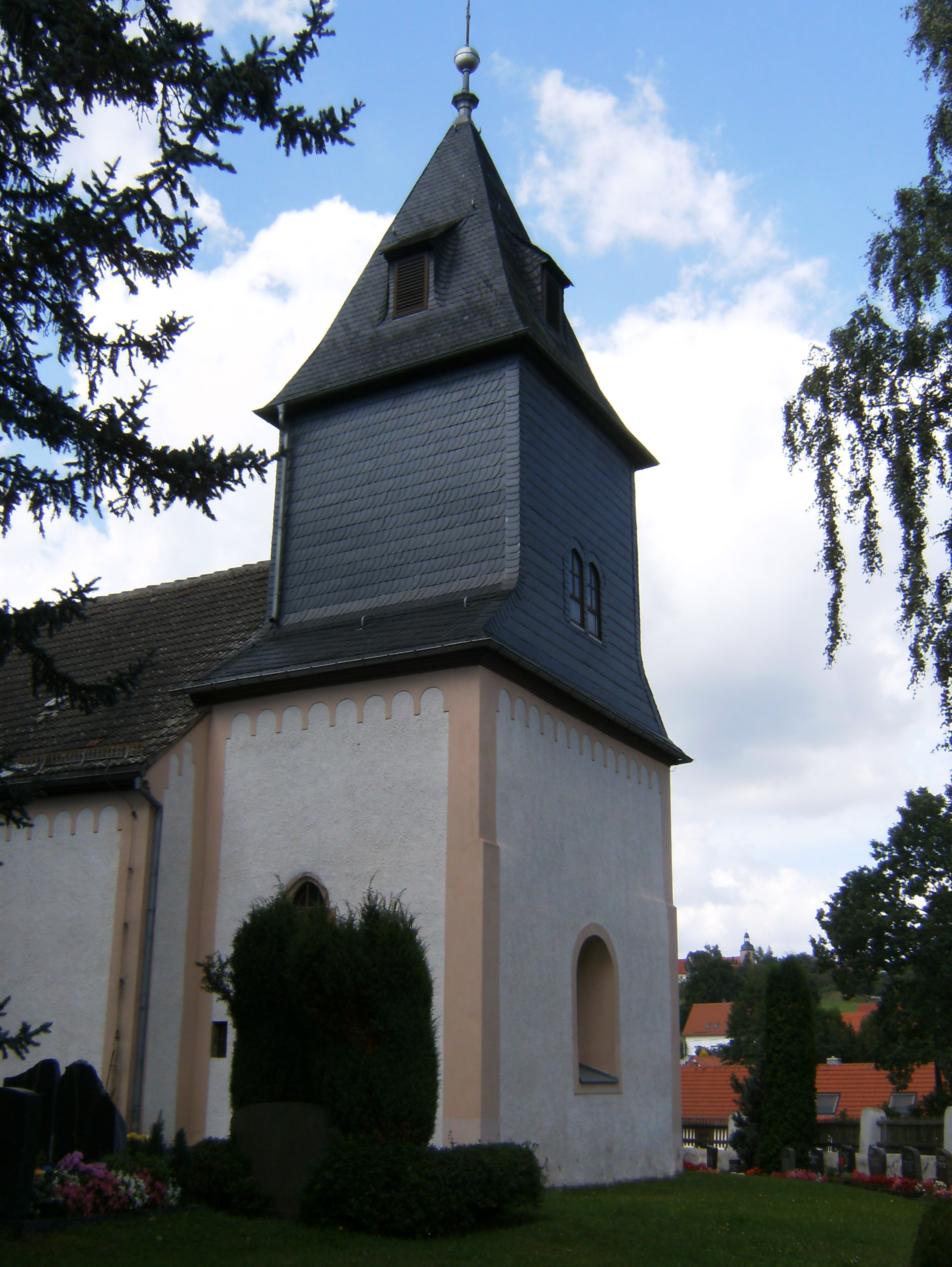
Teilansicht der Kirche

## Geschichte
Unterröppisch, früher auch Unter-Röpisch geschrieben, gehörte historisch zum Amt Weida des Herzogtums Sachsen-Weimar. Zur Pfarrei Sirbis gehörend, befindet sich hier eine Filialkirche, die ursprünglich mit Wehrgräben gesichert war.
1825 wurden 20 Häuser mit 100 Einwohnern gezählt, von denen acht als Bauern und acht als Häusler gelistet wurden. Der Ort hatte jährlich 99 Scheffel Zinsgetreide zu geben.
Unterröppisch wurde erstmals am 1. Oktober 1922 in die Stadt Gera eingemeindet, die Ausgemeindung erfolgte bereits wieder zum 1. April 1925. Die neuerliche Eingemeindung, jetzt nach Röppisch, erfolgte am 1. November 1948. Die Umgliederung nach Gera fand am 1. Juli 1950 statt.

## Sehenswürdigkeiten
- Allerheiligen-Kirche; älteste Bausubstanz aus dem 14. Jahrhundert; Der Bau in seiner heutigen Form stammt aus dem 17./18. Jahrhundert und wurde 1893 neoromanisch um- und neugestaltet, 1993 saniert. Im Turm befindet sich eine auf 1475 datierte Glocke.

## Politik
Röppisch mit Unterröppisch und Oberröppisch hat keine Ortsteilverfassung, somit auch keinen Ortsteilrat und keinen Ortsteilbürgermeister.

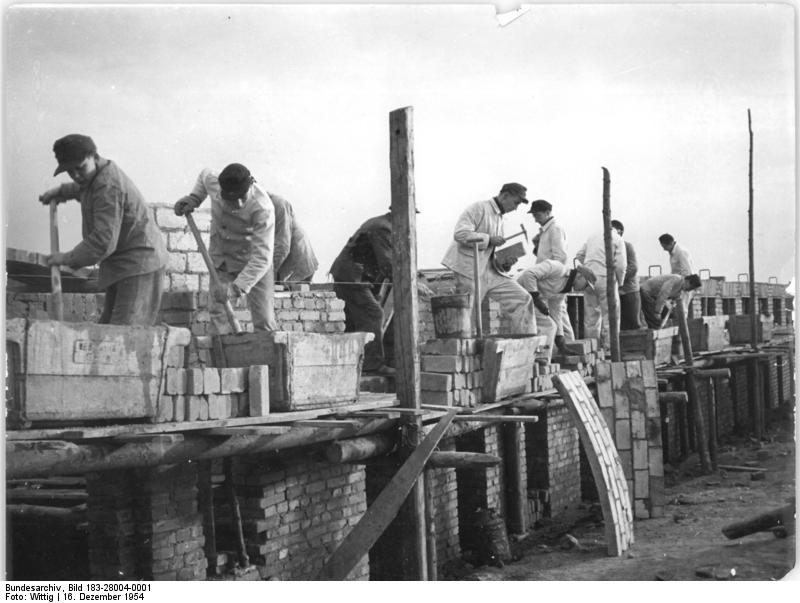
Unterröppisch im Bundesarchiv – Original-Bildunterschrift vom 16. Dezember 1954: Die Lehrlings-Brigade „Aktiv Petermann“ der Bauunion Gera arbeitet am Jungviehaufzuchtstall der LPG „Freundschaft“.

## Entwicklung der Einwohnerzahl
| Jahr      | 1825 | 1910 |
| Einwohner | 100  | 238  |

## Verkehr
Am Ort führt die Bundesstraße 92 vorbei. Die dortige Haltestelle wird im Stundentakt von der Linie 29 der PRG Greiz bedient, die den Ort mit Gera und dem Landkreis Greiz verbindet. Die Linie 13 der GVB sichert den Schülerverkehr.
Der nächstgelegene Bahnhof ist Gera-Zwötzen bzw. Wolfsgefärth. Bis zur Schließung im Jahr 2000 bestand in Unterröppisch ein eigener Haltepunkt „Gera-Röppisch“ an der Bahnstrecke Leipzig–Probstzella.

## Bildung
Für die Kleinsten gibt es in Lusan sechs Kindergärten bzw. kombinierte Kindereinrichtungen mit unterschiedlichen Konzepten.
Zuständige Grundschulen bei gemeinsamem Schulbezirk
mit freier Schulwahl sind die
- Erich-Kästner-Grundschule (Lusan) und die
- Wilhelm-Busch-Grundschule (Lusan).

Nächstgelegene Regelschule ist die
- Staatliche Regelschule 4, dazu die
- IGS Integrierte Gesamtschule.